# Catoxyethira bombolensis
Catoxyethira bombolensis is een schietmot uit de familie Hydroptilidae. De soort komt voor in het Afrotropisch gebied.